# ミニストップ
ミニストップ株式会社 (MINISTOP CO.,LTD.) は、千葉県千葉市美浜区の幕張新都心に本社を置く、日本のコンビニエンスストアチェーンである。イオン株式会社の連結子会社。

## 概要

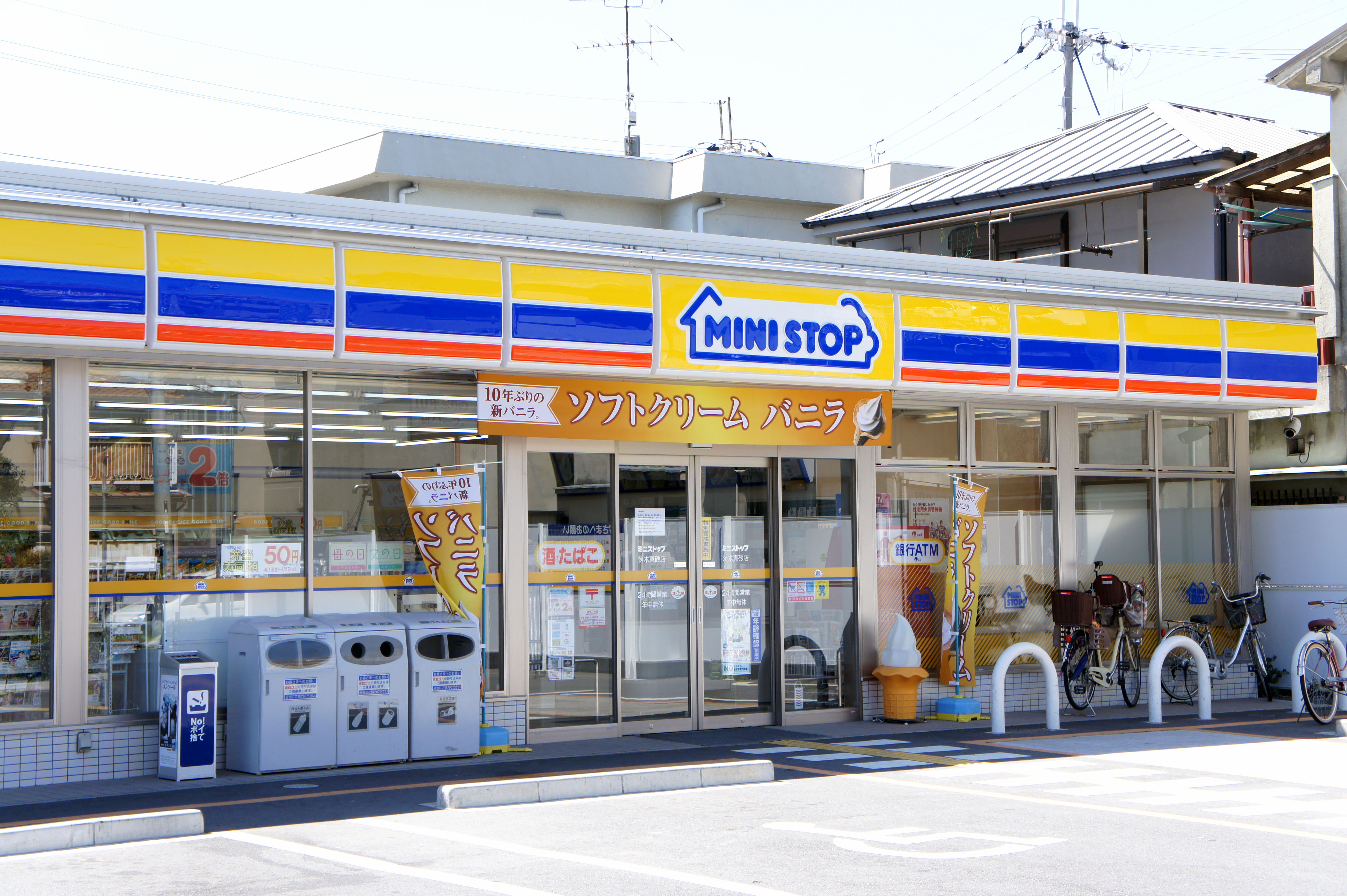
ミニストップの店舗例（茨木真砂店）

1980年にジャスコ（現：イオン）の100%出資で設立した。2023年現在、店舗数は2,014店（日本1,855店、ベトナム159店）。
ファストフードの加工販売を行い、店舗内にその飲食のためのイートインコーナー（飲食コーナー）が設けられているのが他のコンビニエンスチェーンとは違った特徴である。ミニストップ本部は、この独自の業務形態を「コンボストア」と称している。　
ミニストップは、「Minutes（分）」と「Stop（立ち止まる）」で「ちょっと立ち寄るところ」意味。ジャスコの新規事業開発プロジェクトで考案され、当初は「ミニットストップ」として提案された。ストップは「停滞」で負のイメージがあるとの意見も上がっていたが、「バスストップ」のように、「立ち止まって、次に向かって前進する」といった意味でも使えると結論付け、発音しやすくするために結合辞である「mini（短い）」を冠した「ミニストップ」とした。
イオングループの一員としてトップバリュ製品を取り扱っているが、一部商品はイオンやマックスバリュより価格を上乗せして販売している。商品の配送は日立物流が行っている。
コンビニATMは大半の店舗でイオン銀行ATMが設置されている。近年はイオン銀行ATMへの置換・新規設置を強力に推進し、セブン-イレブンにおけるセブン銀行のように店の資金管理にも利用されている。過去には一部店舗でイーネットATMが設置されていた。
キャッチコピーは「街角のあなたの憩いの場 ミニストップ」。
オリジナル均一価格菓子として「おやつラボ」があったが、2012年9月より「食べごこち菓子 MINIきぶん」にリニューアルされている。
2010年4月よりケータイクーポンの配信を始め最新の商品情報やお買い得情報のチェックができる。2012年よりWAONでの決済で対象の商品が自動的に割引になる「WAOポン」のサービスを、2013年より店内設置のMINISTOP Loppiでの手続きでクーポンを発行して割引が受けられるサービスを開始している。
1989年にGKインダストリアルデザイン研究所制作による、現在のロゴマーク「ハウスマーク」に変更された。ロゴマークの家と木は「街角のあなたの憩いの場」を意味し、シンボルカラーの黄・青・橙色の線は南カリフォルニア・南カリフォルニアの青空・オレンジ果実をイメージしたもの。2013年頃より「MINISTOP」の看板の左隣にイオングループ共通の「ÆON」の看板（マゼンタ地に白抜きで「ÆON」と描かれている）の設置が進められている。
コンビニエンスストア専業企業としては珍しく東京証券取引所に上場している。

## 事業所
- 本部 - 千葉県千葉市美浜区中瀬一丁目5番地1 イオンタワー6階。
  - 幕張新都心のイオンタワー内にあり、最寄りは海浜幕張駅。実際の業務はここで行う[注釈 3]。
- 幕張事務所 - 千葉県千葉市美浜区中瀬一丁目6　エム・ベイポイント幕張18階。

その他詳細については 本社・事務所のご案内 を参照。

## 沿革
- 1980年（昭和55年）
  - 5月21日 - ジャスコの出資により会社設立（資本金3000万円）[2][3]。
  - 7月1日 - 神奈川県横浜市港北区に第1号である、大倉山店（現在閉店）を出店[11]。
- 1981年（昭和56年）6月 - 5号店の新小岩店を加盟店に転換し、フランチャイズ事業を開始。
- 1985年（昭和60年）5月 - 総店舗数が100店達成。（直営店20店、加盟店80店）
- 1986年（昭和61年）3月 - ミニストップメンテナンスセンターを設置。
- 1988年（昭和63年）4月 - 物流業務強化のため、ネットワークサービス(株)を設立。
- 1990年（平成2年）
  - 2月 - 公共料金の収納代行サービス開始。
  - 6月12日 - 大韓民国・味元通商(株)（現：韓国ミニストップ(株)）とコンビニエンスストア事業展開に関する技術援助契約を締結[12]。
  - 11月 - 大韓民国・ソウル市に「モクドン店」を開店し、同国へ出店開始。
- 1991年（平成3年）12月 - 大阪府大東市に「赤井1丁目店」を出店し、大阪府へ出店開始。
- 1993年（平成5年）
  - 7月6日 - 東京証券取引所第二部に上場[13]。資本金を41億5753万3000円に増資。
  - 10月 - 東北ニコマートと業務提携を締結。
- 1994年（平成6年）
  - 2月 - 店舗数が500店となる。（直営店45店、加盟店455店）
  - 3月4日 - シーブイエスジャパンと関西エリアフランチャイズ契約を締結[14]。
  - 9月 - 資本金を74億9153万3000円に増資。
  - 9月30日 - 米国「Candy Express（キャンデーエクスプレス）社」と日本での Candy Express店舗展開のエリアライセンス契約。
  - 12月5日 - 新業態カジュアル・フラワーショップ「ブルーミスト」のフランチャイズチェーン化に向け、直営実験店の出店開始。
  - 12月 - フィリピンのMCA社（ケソン市）とエリアフランチャイズ契約
- 1995年（平成7年）
  - 1月30日 - 新業態「キャンディエクスプレス」1号店を渋谷に開業。
  - 5月18日 - 宮城県仙台市に「本町二丁目店」を出店し、宮城県へ出店開始。
  - 6月16日 - 青森県八戸市の中野ビジネスグループと北東北地区で「エリアフランチャイズ契約」を締結[15]。
  - 7月24日 - エヌ・ビー・ジー・エムエスネットワーク設立[16]。
  - 12月8日 - ジェイアール四国エムエスネットワーク設立。
  - 12月18日 - 四国旅客鉄道（香川県高松市）と「エリアフランチャイズ契約」を締結。
- 1996年（平成8年）
  - 1月22日 - ルマックス（長崎県長崎市）と「エリアフランチャイズ契約」を締結。
  - 5月24日 - 香川県高松市に「春日店」を出店し、香川県へ出店開始。
  - 6月28日 - 香川県高松市に四国地方内FC1号店の「桜井店」を出店。
  - 8月1日 - 東京証券取引所第一部に上場[15]。
- 1997年（平成9年）
  - 1月23日 - 群馬県群馬郡群馬町に「群馬中泉店」を出店し、群馬県へ出店開始。
  - 5月21日 - 喜多本店と合弁でミニストップ近畿設立。
  - 7月1日 - 埼玉県内の約150店にマルチメディアステーションを設置。
  - 7月9日 - 目黒本町店（東京都目黒区）において医薬品の販売実験開始。
- 1998年（平成10年）
  - 1月24日 - フィリピンのMCA社との技術援助契約を解約し、同国内4店舗を閉鎖。
  - 2月10日 - シーブイエスジャパンとエリアフランチャイズ契約を解約し、ミニストップ近畿へ経営移管。
  - 3月 - 1000店舗達成。（直営店86店、加盟店914店）
  - 11月10日 - ココストアの関連会社、イズミックと物流システム開発などで業務提携を締結。
  - 11月26日 - 新規事業「ホーム・デリカ」の1号店を川崎市に開店。
- 1999年（平成11年）
  - 3月 - 東北エムエスネットワークより58店舗の営業権を譲受[2]。
  - 3月 - ミニストップカードの発行の開始開始。
  - 5月14日 - 京都ファミリア本部と業務提携を締結。
  - 7月2日 - オリジン弁当チェーンを展開するオリジン東秀と業務提携を締結。
- 2000年（平成12年）
  - 3月 - ミニストップ近畿より71店舗の営業権を譲受[2]。
  - 3月4日 - フィリピン ロビンソンズ・コンビニエンス・ストアーズ・インクと海外エリアフランチャイズ契約締結[17]。
  - 3月6日 - MMH-ECサービスを三菱商事、日立物流と共同設立。
  - 7月 - オンラインショップサイト「e-ministop」オープン。
  - 12月20日 - フィリピン・マニラ市に「ミニストップエスコルタ店」を出店し、同国へ出店開始。
- 2002年（平成14年）
  - 3月4日 - ルマックスと合弁で、エムエス九州設立。
  - 6月6日 - 学内出店1号店「武蔵野大学店」開店。
  - 11月30日 - 東北自動車道初のコンビニとして「鏡石パーキングエリア店」開店。
- 2003年（平成15年）
  - 3月1日 - ミニストップ近畿を吸収合併。
  - 6月30日 - 大象流通（現：韓国ミニストップ）を子会社化[18]。
- 2004年（平成16年）
  - 2月 - 国内総店舗数が店舗数が1,500店達成。（直営店136店、加盟店1364店）
  - 3月31日 - エリアフランチャイズのジェイアール四国エムエスネットワークを完全子会社化し、香川県を直轄化。4月1日付で四国エムエスネットワークに商号変更。詳細は#四国地方への出店を参照。
  - 8月2日 - 四国エムエスネットワークを吸収合併。
- 2005年（平成17年）
  - 2月16日 - コスモ石油との共同出店店舗1号店「ミニストップ&コスモ結城バイパス店」を出店。
  - 6月1日 - ゆうパックの取扱い開始。
  - 6月6日 - 「ミックス エコバリュー」商品の取扱いを開始。
  - 6月25日 - 徳島県美馬市に「脇町店」を出店し、徳島県へ出店開始。
- 2006年（平成18年）
  - 7月1日 - エムエス九州の店舗が九州北部で100店舗達成。
  - 11月 - 都内と千葉県の一部店舗でEdy決済の取扱い開始。
- 2007年（平成19年）
  - 5月11日 - 愛媛県新居浜市に「新居浜横水町店」を出店し、愛媛県へ出店開始[19]。
  - 7月 - 関東地区の店舗で電子マネーSuica決済の利用開始。
  - 11月 - 日本、韓国、フィリピンでの出店数が3000店舗達成。
  - 11月 - 東北、中部エリア（三重県の一部および福井県を除く）の店舗で電子マネーSuica決済の利用開始。
- 2008年（平成20年）
  - 3月1日 - WAON決済の取り扱い開始。
  - 7月15日 - 近畿地区の店舗で、電子マネーICOCA決済の取り扱い開始。
  - 8月 - Edy決済の取り扱い開始。
- 2009年（平成21年）
  - 1月1日 - エムエス九州を株式交換により、完全子会社化。
  - 1月5日 - 青島永旺東泰商業有限公司（青島イオン）と合弁で青島迷島便利店有限公司を設立。
  - 5月20日 - ドラッグストアと共同店舗として、「グリーンシア・ミニストップサテライト本庄朝日町店」開店。
  - 6月1日 - ゆうパックの取扱い開始。
  - 6月29日 - 郵便局と共同出店で「七宝下田店」（愛知県海部郡七宝町、現・あま市）開店。
  - 7月8日 - 中国山東省へ出店開始。
  - 10月1日 - スリーエフ、日本カーシェアリングと提携し、カーシェアリング事業に参入（北烏山9丁目店、堀切8丁目店）
  - 12月12日 - 栃木県那須塩原市に「那須塩原二つ室店」を出店し、国内の店舗数が2,000店舗を達成。
  - 12月18日 - 千葉県と「地域振興・地域貢献に関する協定」を締結。
- 2010年（平成22年）
  - 7月1日 - 九州地区の店舗で電子マネーSUGOCA決済の取扱い開始。
  - 8月20日 - CFSコーポレーション、タキヤと共同で、ドラッグストアとコンビニの共同出店会社、れこっず設立。
  - 8月24日 - ココストアウエスト（熊本市）と九州地区において業務提携。
  - 9月1日
    - スリーエフ（横浜市）、スリーエフ中四国（高知市）と四国地区において業務提携。
    - エムエス九州を吸収合併し、九州地区を直轄化。

  - 10月7日 - CFSコーポレーションと共同で、れこっず磯子広町店開店。
  - 10月28日 - 埼玉県と「包括的連携協定」を締結。
  - 11月2日 - 愛知県と「連携と協力に関する包括協定」を締結。
  - 11月5日 - WAONのオートチャージサービスを開始。
  - 12月11日 - ベトナム G7サービスアンドトレーディング社とコンビニエンスストア事業展開に関する技術援助契約を締結。
- 2011年（平成23年）
  - 1月28日 - iD決済の取り扱い開始。
  - 2月16日 - QUICPay決済の取り扱い開始。
  - 7月29日 - スリーエフと定温商品の共同配送事業と有事における相互支援体制に関する業務提携を締結。
  - 9月29日 - 国内外の総店舗数が4,000店舗（国内2,056、国外1,944店舗）達成。
  - 12月8日 - ベトナムへの出店開始。
- 2012年（平成24年）
  - 3月14日 - 物流大手のセンコーとカザフスタンのRTS有限責任事業会社と3社合弁会社を設立し、カザフスタンへの出店を開始することを発表。
  - 6月8日 - イオンとローソンがエンタテイメント分野での協業を発表。今後ミニストップ全店に「Loppi」を設置する予定[20]。
  - 7月13日 - インドネシア共和国の現地法人PT．BAHAGIA NIAGA LESTARIとインドネシアでミニストップ事業を展開するための基本合意書を締結。
  - 8月16日 - ココストア、ココストアイースト、ココストアウエストと資本業務提携を締結。※ミニストップ側が、ココストアイースト、ココストアウエストへ対し、10 %程度出資予定。
  - 9月21日 - 北東北地区でエリアフランチャイズ契約を結ぶエヌ・ビー・ジー・エムエスネットワーク（M.B.GMSネットワーク）社とのエリアフランチャイズ契約を11月付けで解除し、本社直轄化。同時に、M.B.GMSネットワーク社とフランチャイズ契約を締結すると発表[16][21][22]。
- 2013年（平成25年）
  - 1月18日 - カザフスタンへの出店開始。
  - 2月28日 - ローソンのマルチメディア端末「Loppi」の全店導入完了。
  - 6月19日 - インドネシアへの出店開始。
- 2014年（平成26年）
  - 6月23日 - カザフスタン事業を清算し、同国から撤退。
  - 9月1日 - れこっずを吸収合併[23]。
  - 9月29日 - 新業態「cisca（シスカ）」の展開を開始し[23]、同年9月30日に1号店を日本橋に開業。
- 2015年（平成27年）
  - 3月20日 - ココストア、ココストアイースト、ココストアウエストとの資本業務提携を解消。
  - 4月28日 - 双日と共同でベトナムでの事業展開を開始
  - 11月8日 - 本店所在地を東京都千代田区錦町一丁目1番地から現在地移転。
  - 12月 - 国内外の総店舗数が5000店舗達成
- 2016年（平成28年）
  - 3月1日 - 北陸、四国地区店舗でICOCAなどの交通系電子マネー決済の取り扱い開始
  - 6月13日 - インドネシア共和国の現地パートナー企業PT.BAHAGIA NIAGA LESTARIとのエリアフランチャイズ契約を解除
  - 12月27日 - サービス開始当初一部店舗での導入にとどまっていた共通ポイントカード「smart WAON」を全店舗に拡大[24]
- 2022年（令和4年）
  - 1月21日 - 海外事業展開を見直し、韓国とフィリピンから撤退することを発表[25]。
  - 3月29日 - 韓国子会社を韓国ロッテグループへの譲渡手続き完了。韓国から撤退[26]。
- 2025年（令和7年）4月8日 - 店舗における時給制パート及びアルバイト店員の髪型規定を見直し、髪色を自由化した[27]。

## 店舗の特徴

### イートイン
店内にはファストフード等の飲食ができるように数席程度の簡易な椅子とテーブルが備え付けられた飲食コーナーと客用トイレを常設し、ソフトクリームやパフェおよびホットドッグ・フライドポテトなどのファストフードを店内で加工調理し販売しているのが特徴である。
他のコンビニエンスストアが専ら日用品雑貨・食料品を販売しているのに対し、飲食コーナーを持つことから都市計画法上における沿道サービス施設（ドライブイン、150m2以上）に近い性格を持つ。イートインコーナーのテーブルには、長期間の使用に耐えられるように人工大理石を使用している。
店内にあるイートインコーナーは、深夜（概ね22時以降）の時間帯は清掃や防犯上の理由で利用できない店舗がある。イートインコーナーが深夜に利用出来ない店舗は概ねコーナー内にトイレの入口が無い店舗やレジカウンターの影となっている店舗の様である。
ミニストップはコンビニエンスストア+ファストフード店の形態の店舗をコンボストアと称し差別化を図っているが、一般には浸透していない。

### 環境問題への取り組み
「ミニストップ環境社会報告書」を毎年発行し、環境社会問題への取り組みを広報している。
ミニストップでは店舗のドアにはリニアモーター機構を組み込んでいて、一般の電動自動ドアに比して省エネにつながっている。1998年以降、配送車に二酸化炭素排出量が少ない圧縮天然ガス（CNG）車の導入を開始している。
割り箸は間伐材を原料として適切な方法で生産される分には林野の保護に貢献するため、国産の間伐材を使用している。もっとも国産材木の割り箸は輸入割り箸の約4倍程度の費用がかかるため、箸袋に広告を掲載しその収入により価格差を填補している。
2010年、一部の店舗の構造に、FSC認証材を使用した木造を採用する環境配慮型店舗の展開を開始。同年11月25日に開店した浜松新原店（静岡県浜松市）が1号店となった。その後、木造店舗は少しずつ増加を続け、2014年11月14日に開店した水戸見川3丁目店（茨城県水戸市）が100店舗目となった。

### 決済

#### 電子マネー決済
2020年11月19日現在、全店舗（サテライト店舗は除く）で利用できる電子マネーは、WAON・楽天Edy・iD・QUICPayの4種類。交通系電子マネーでは全店舗でSuica・TOICA・ICOCA・SUGOCA・PASMO・Kitaca・nimoca・はやかけん・manacaが利用可能。前払い式電子マネーのうち、WAON・楽天Edy・交通系電子マネーはレジでの現金チャージが可能。PiTaPaについては全店舗で一切利用ができない。
2005年8月
千葉県内の一部の店舗において実験的にSuicaによるSuicaショッピングサービスを実施していたが、2006年11月頃より東京23区内の店舗を中心にSuicaの導入を拡大。同時にSuica導入店舗でEdy（現・楽天Edy）による支払いの取り扱いも開始した。
Suica・Edy共にレジでチャージを行う事ができる。SuicaとEdyの決済端末は別個にあり、Suicaの決済端末はイオン以外のSuicaショッピングサービス実施店と同様のものを使用している。
ただし、電子マネーにおいてSuicaと相互利用が可能なPASMOはチャージをすることができなかった（2009年現在はチャージ可能）。
Suicaの導入に関しては親会社イオンとJR東日本との間で締結された包括的業務提携の一環であり、イオングループで最初のSuica導入事例である。
2007年5月以降
上記以外の首都圏の店舗においてSuicaによる決済が可能な店舗が増加しており、2007年7月9日にミニストップ・JR東日本連名で「関東1都6県のミニストップでSuicaが使えるようになった」と公式発表された。
これらの店舗ではジャスコやマックスバリュに設置されている共用端末を使用しており、これらの店舗ではiDにも対応しているが、ミニストップでも2011年1月よりiDが全店に導入された。
2007年11月15日から
首都圏のSuicaが既に導入されている全店舗でWAONの利用を開始。同日より12月10日までの間に九州地区を除く全店舗に各店舗の判断で順次WAONが導入される予定だったがシステムトラブルにより首都圏では11月20日に、その他の地域では11月22日から導入となった。
同時に東北、中部エリア（三重県の一部および福井県を除く）ではSuicaも同時に導入された。
九州地区は2008年3月1日のイオングループWAON全国展開時にミニストップへ導入された。
端末はSuicaのものを供用し、新規導入される店舗ではWAONのみの対応となる。導入当初はオートチャージには対応していなかったので、残高不足の時は現金でチャージするか、不足分を別途現金で精算する必要があった。
2008年7月15日から
関西地区のJR西日本エリアの店舗においてICOCAが導入された。それに伴いSuicaも使用可能になった。チャージも対応。ただしPiTaPaは利用できない。
2008年8月より
順次Edyが導入され、全店舗で利用できるようになった。Edyが全店で利用できるコンビニはam/pm、サークルKサンクス、ポプラグループ、ファミリーマート、ローソンに次いで6社目となる。
2010年7月1日より
九州地区の店舗でSUGOCA導入。
2010年11月5日より
WAONのオートチャージ取り扱いを開始した。
2011年1月28日より
全店舗で、iD導入。
2011年2月25日より
全店舗で、QUICPay導入。
2016年3月1日より
北陸・四国地区の店舗でICOCAを導入。
2010年3月にSuicaがSUGOCA、nimoca、はやかけん、TOICAと相互利用されるようになり、結果Suica対応の地域では上記ICカードが利用可能となった。よって、JR東海のエリアにおいてもJR東海のTOICAが相互利用により利用可能になった。
加えて2011年3月5日より、ICOCA・TOICA・SUGOCAの3つの電子マネー間でも、相互利用が可能となった。さらに、2013年3月23日からは新たに相互利用によってmanacaも利用可能になった。

#### クレジットカード決済
支払いに対応しているクレジットカードは、イオンクレジットサービス、VISA、MasterCard、JCB、AMERICAN-EXPRESS、ダイナース、ディスカバー、OMCカード、および銀聯(UnionPay)である。支払い方法は1回払いのみとなっている。毎週土曜日にイオンカードとサティ・ビブレカード、サティカードで決済すると5 %引になるサービスがあったが、2009年9月26日で終了した。
サインが必要な海外発行のクレジット（デビット）カード、および「特定銀聯クレジットカード」に該当しない銀聯カードの取り扱いも可能。

#### ポイントカード決済
ポイントカードへの対応はグループとして電子マネーWAONに軸足を置いていたため同業他社に比べ大幅に遅れた。2016年になりようやくグループとして「smart WAON」を導入したが、6月のサービススタート当初導入は一部店舗にとどまり、全店でサービスを開始したのは半年後の12月27日であった。これ以降、電子マネーWAONのポイント交換はレジではなく、店内のイオン銀行ATMを利用するように案内されている。
「smart WAON」のポイントカードは2020年4月1日より現金またはイオン商品券で支払った場合のみポイント付与の対象となっており、2020年7月6日以降はボーナスポイントの付与対象外となった。

#### 店内放送
ミニストップの店内では"あなたのお耳にミニストップ"と呼ばれるラジオ番組風の店内放送が流れている。

## 店舗

### 店舗のある都道府県
2022年10月31日現在、以下の27都府県に1,913店舗がある。物流網などの事情により、空白地帯となっている地域もあり、店舗がない地域は北海道、秋田県、山形県、甲信越地域、福井県嶺南を除く北陸地域、和歌山県、中国地域、高知県、南九州地域（熊本県、宮崎県、鹿児島県）、長崎県、沖縄県である。（）内は店舗数。
- 東北
  - 青森県（26）
  - 岩手県[注釈 6]（10）
  - 宮城県（105）
  - 福島県（74）
- 関東
  - 茨城県（99）
  - 栃木県（27）
  - 群馬県（44）
  - 埼玉県（130）
  - 千葉県（167）
  - 東京都（258）
  - 神奈川県（117）
- 中部
  - 静岡県（124）
  - 愛知県（196）
  - 三重県（83）
  - 岐阜県（83）
  - 福井県[注釈 7]（7）※中部地方に属しているが、配送上、関西地区の近畿共同配送センターが管轄
- 近畿
  - 滋賀県[注釈 8]（5）
  - 京都府（34）
  - 大阪府（82）
  - 兵庫県（41）
  - 奈良県（11）
- 四国
  - 徳島県（18）
  - 香川県（32）
  - 愛媛県[注釈 9]（7）
- 九州
  - 福岡県（117）
  - 佐賀県（12）
  - 大分県[注釈 10]（4）

- 現在の日本最北端店舗：むつ大畑店（青森県むつ市）
- 現在の日本最東端店舗：久慈田屋町店（岩手県久慈市）
- 現在の日本最西端店舗：佐賀江北町店（佐賀県杵島郡大町町）
- 現在の日本最南端店舗：柳川三橋店（福岡県柳川市）

### 四国地方への出店
四国地方は当初、四国旅客鉄道（JR四国）との合弁会社「ジェイアール四国エムエスネットワーク」（1995年設立。出資比率はJR四国80 %、ミニストップ20 %）による出店だったが、他チェーンとの競争に敗れ、とりわけ2001年のファミリーマート進出で大打撃を受けたことと、JR四国の経営難により2004年3月31日にJR四国保有の全株式を2億3700万円でミニストップ本社に売却し、社長も含めたJR四国からの役職員も引き揚げ、4月1日付で社名を「四国エムエスネットワーク」に変更した。同年8月2日付で同社はミニストップ本社に吸収合併された。現在は合弁会社が経営していた香川県内の不採算店舗を閉鎖する一方で、四国他県への出店を進めており、2005年6月25日に徳島県へ出店した。
2010年9月1日に高知県を中心に店舗展開するスリーエフ中四国と、四国地区で業務提携した。ミニストップは高知県と愛媛県の中予以西に出店しておらず、スリーエフは香川県に出店していない（徳島県もほとんどない）ため、商圏が重複しないことから提携が実現した。スリーエフは2015年1月30日限りで四国から撤退したため、この提携も解消となった。

### 特徴ある店舗

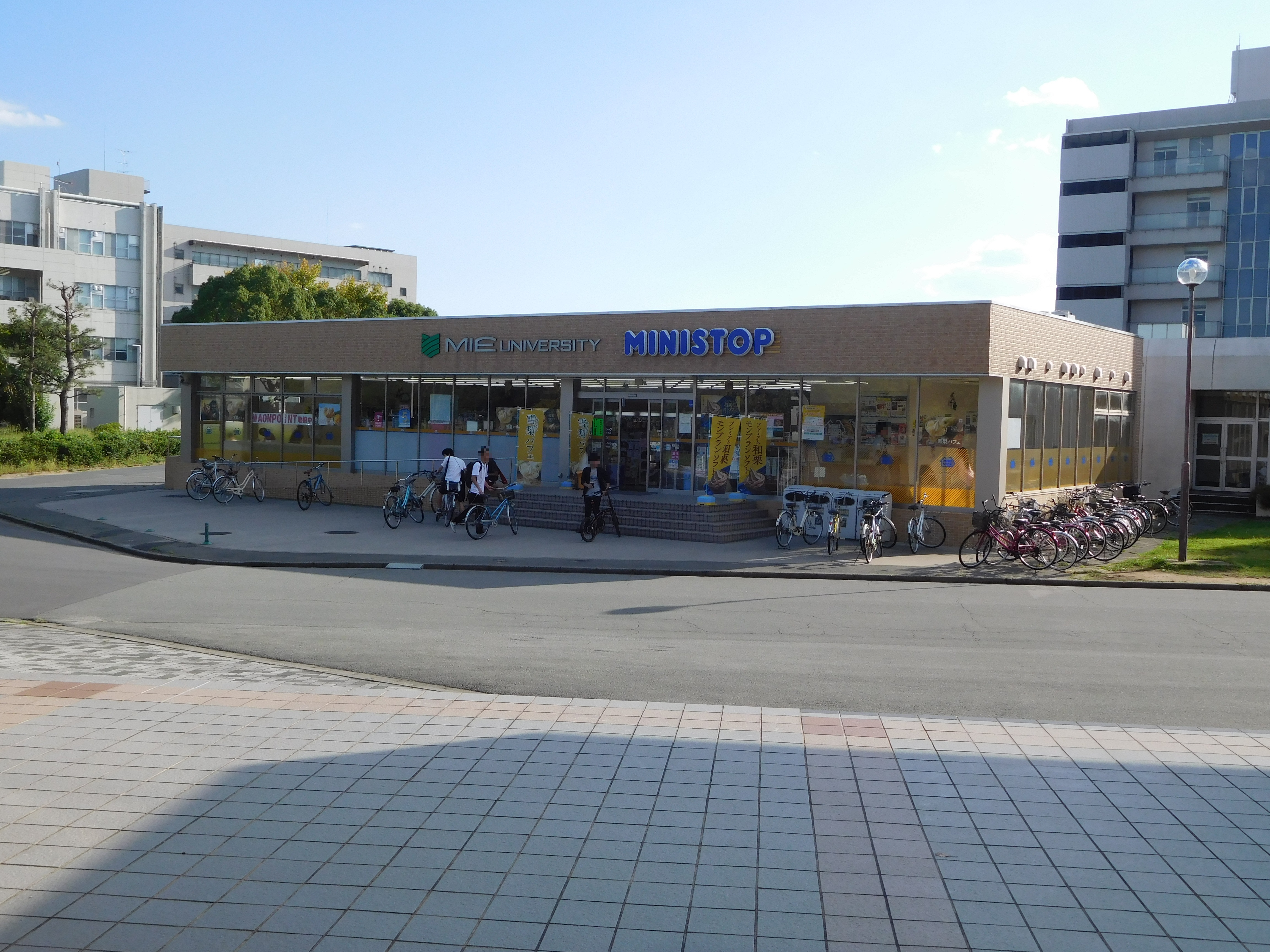
三重大学店（2017年9月）

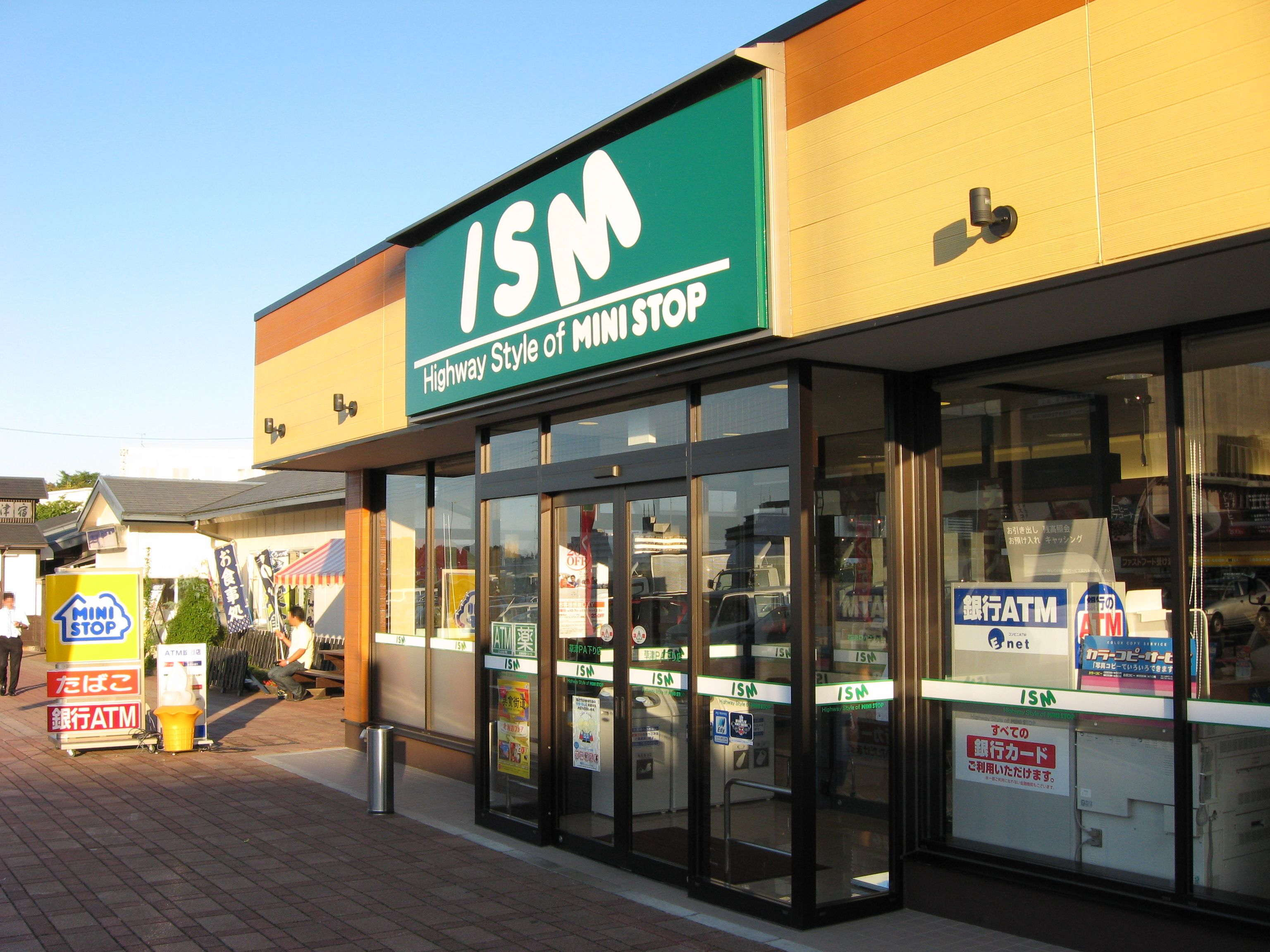
ISM（イズム）草津PA下り店。
通常のミニストップの看板も設置されている
※現在は閉店し、セブン-イレブンにリブランドされている。

- 秀和綜合病院店（埼玉県春日部市） - 秀和綜合病院の敷地内。
- さいたま新都心合同庁舎店（埼玉県さいたま市） - さいたま新都心合同庁舎1号館内の1階。
- イオンタワー店（千葉県千葉市美浜区） - イオングループの本社ビルに実験店も兼ねて店舗がある。イオン銀行ATMを設置。
- 成田赤十字病院店（千葉県成田市） - 成田赤十字病院内。
- 高砂3丁目店（東京都葛飾区） - 東京東信用金庫と隣接し、ミニストップの店舗とひがしんのATMコーナーが直接繋がっている。
- プラザ24神田錦町1丁目店（東京都千代田区） - 同社の本店所在地に立地。イーネットATMと並行してイオン銀行ATMを併設。
- NTT関東病院店（東京都品川区） - NTT東日本関東病院（旧関東逓信病院）内の2階。三井住友銀行管理のイーネットATMを設置。
- 町田市役所店（東京都町田市） - 町田市役所内の1階[37]。
- 相模原協同病院店（神奈川県相模原市緑区） - 相模原協同病院内。
- 名古屋第二赤十字病院店（愛知県名古屋市昭和区） - 名古屋第二赤十字病院（通称:八事日赤病院）内の1階。名古屋銀行管理のイーネットATMを設置。
- 三重大学店（三重県津市） - 三重大学内。イオン銀行ATMを併設。環境配慮型店舗で、太陽光発電システムや省エネ照明設備を導入しており、レジ袋を配布していない。
- 京都第二赤十字病院店（京都府京都市） - 京都第二赤十字病院内。
- 大阪府立精神医療センター店（大阪府枚方市） - 大阪府立精神医療センター（旧大阪府立中宮病院）内の1階。
- 芦屋航空自衛隊店（福岡県遠賀郡芦屋町） - 航空自衛隊の基地内にある店舗（航空祭開催日は一般来場者も利用可）。
- 目達原駐屯地店（佐賀県神埼郡吉野ヶ里町） - 陸上自衛隊目達原駐屯地内にある店舗。
- AコープwithMS大山店（大分県日田市） - 大分大山町農業協同組合が運営するエーコープとの一体型店舗[38]。

#### 高速道路

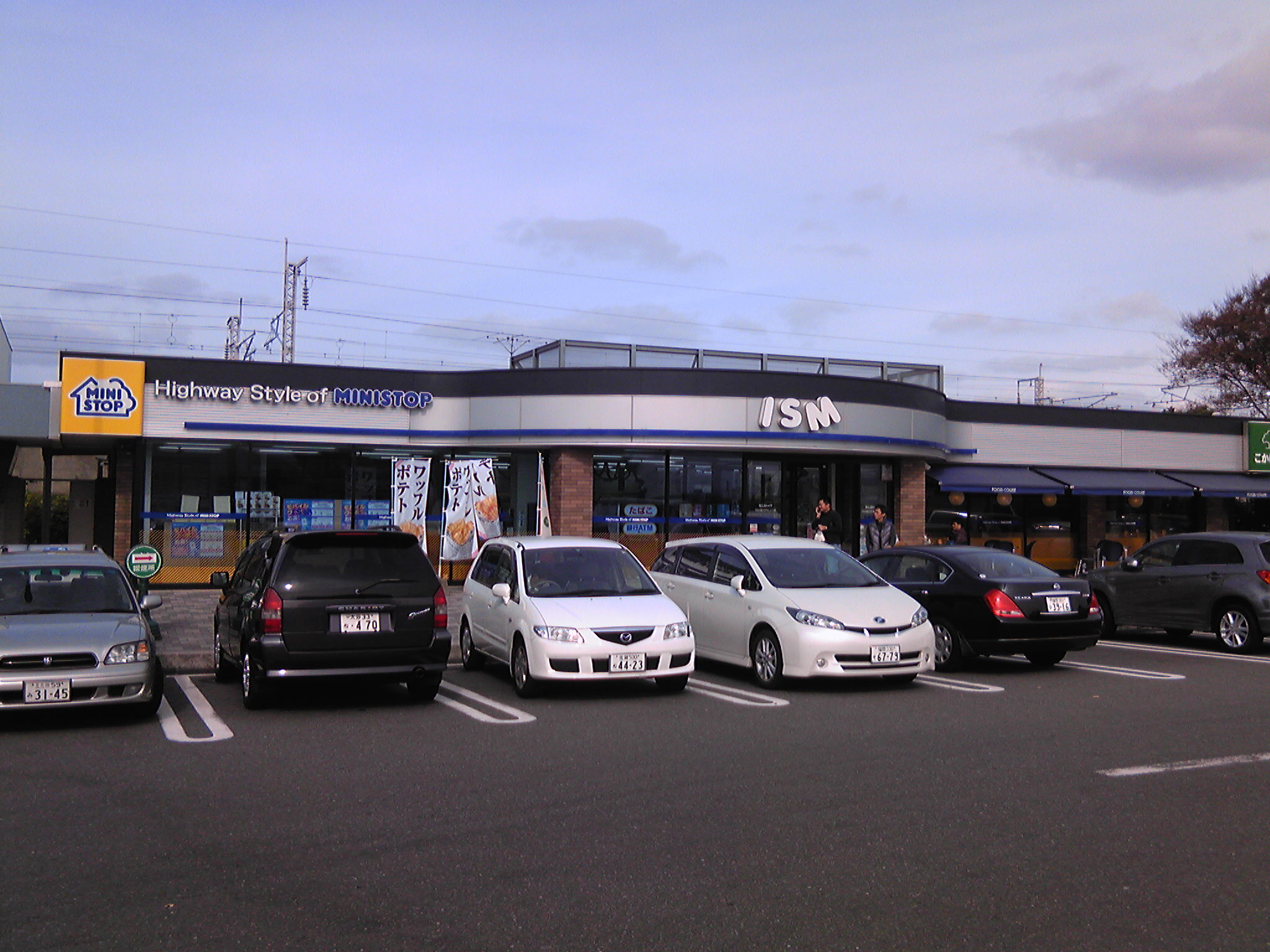
ISM直方PA上り店
草津PA下り店同様通常のミニストップの看板も設置されている

高速道路・有料道路上の店舗では飲酒運転防止のため酒類が販売されていない。店内に軽食店こかげ亭が入居している店舗もある。
- 鏡石PA店（福島県岩瀬郡鏡石町） - 東北自動車道鏡石パーキングエリア下り線内。2002年11月30日開店。
- 鏡石PA上り店（福島県岩瀬郡鏡石町） - 東北自動車道鏡石パーキングエリア上り線内。2017年開店。
- 波志江PA下り店（群馬県伊勢崎市） - 北関東自動車道波志江パーキングエリア下り線内。2008年3月1日開店。
- Pasar幕張下り店（千葉県千葉市花見川区） - 京葉道路幕張パーキングエリア下り線内。2008年3月1日開店。
- 日本平PA下り店（静岡県静岡市駿河区） - 東名高速道路日本平パーキングエリア下り線内。2007年8月23日開店。
- 屏風山PA上り店（岐阜県瑞浪市） - 中央自動車道屏風山パーキングエリア上り線内。2008年12月19日開店。
- 関SA上り店（岐阜県関市） - 東海北陸自動車道関サービスエリア上り線内。2010年3月19日開店。
- 亀山PA下り店（三重県亀山市） - 東名阪自動車道亀山パーキングエリア下り線内。2009年3月3日開店。
- ISM草津PA上り店（滋賀県大津市） - 名神高速道路草津パーキングエリア上り線内。2006年11月18日開店。2018年3月31日閉店。同年4月27日にセブン-イレブンにリブランドされた[39][40]。
- ISM草津PA下り店（滋賀県草津市） - 名神高速道路草津パーキングエリア下り線内。2006年11月18日開店。2018年3月31日閉店。同年4月27日にセブン-イレブンにリブランドされた[39][40]。
- ISM東大阪PA下り店（大阪府東大阪市） - 近畿自動車道東大阪パーキングエリア下り線内。2006年10月15日開店。2018年3月31日閉店。同年4月27日にセブン-イレブンにリブランドされた[39][40]。
- ISM垂水PA下り店（兵庫県神戸市垂水区） - 第二神明道路垂水パーキングエリア下り線内。2007年10月31日開店。2018年3月31日閉店。同年4月27日にセブン-イレブンにリブランドされた[39][40]。
- ISM淡河PA下り店（兵庫県神戸市北区） - 山陽自動車道淡河パーキングエリア下り線内。2008年12月23日開店。
- ISM入野PA下り店（愛媛県四国中央市） - 松山自動車道入野パーキングエリア下り線内。2008年7月29日開店。2019年3月31日閉店。同年4月26日にセブン-イレブンにリブランドされた[41]。
- ISM入野PA上り店（愛媛県四国中央市） - 松山自動車道入野パーキングエリア上り線内。2008年7月29日開店。2019年3月31日閉店。同年4月26日にセブン-イレブンにリブランドされた[41]。
- ISM直方PA上り店（福岡県直方市） - 九州自動車道直方パーキングエリア上り線内。2007年7月31日開店。2022年3月31日閉店。店舗立替工事により同年10月14日にセブン-イレブンにリブランドされた[42]。
- ISM鞍手PA下り店（福岡県鞍手郡鞍手町） - 九州自動車道鞍手パーキングエリア下り線内。2007年7月31日開店。2022年3月31日閉店。店舗立替工事により同年11月11日にセブン-イレブンにリブランドされた[42]。
- ISM玖珠SA下り店（大分県玖珠郡玖珠町） - 大分自動車道玖珠サービスエリア下り線内。2008年8月8日開店。2019年3月31日閉店。同年4月26日にセブン-イレブンにリブランドされた[41]。

#### ガソリンスタンド
- MS&コスモ佐倉生谷店（千葉県佐倉市） - コスモ石油販売セルフピュア事業部東京（コスモ石油の100%子会社）が運営するセルフ式ガソリンスタンド（ミニストップ&コスモ佐倉生谷店）内。

#### ミニショップ
- 関西圏の一部では、飲食コーナーを持たない軽量店舗はミニショップ（MINI SHOP）として営業していた。ミニストップと同じ店舗デザインで店名もロゴも似ていることから別会社によるミニストップの「類似品」だと誤解されることもあったが、正式なミニストップのバリエーションだった。現在はミニストップに統一され、この名称で営業している店舗はない。
- 東北ニコマートから転換された店舗が「ミニショップ」に切り替えられている[43]。

#### ドラッグストア

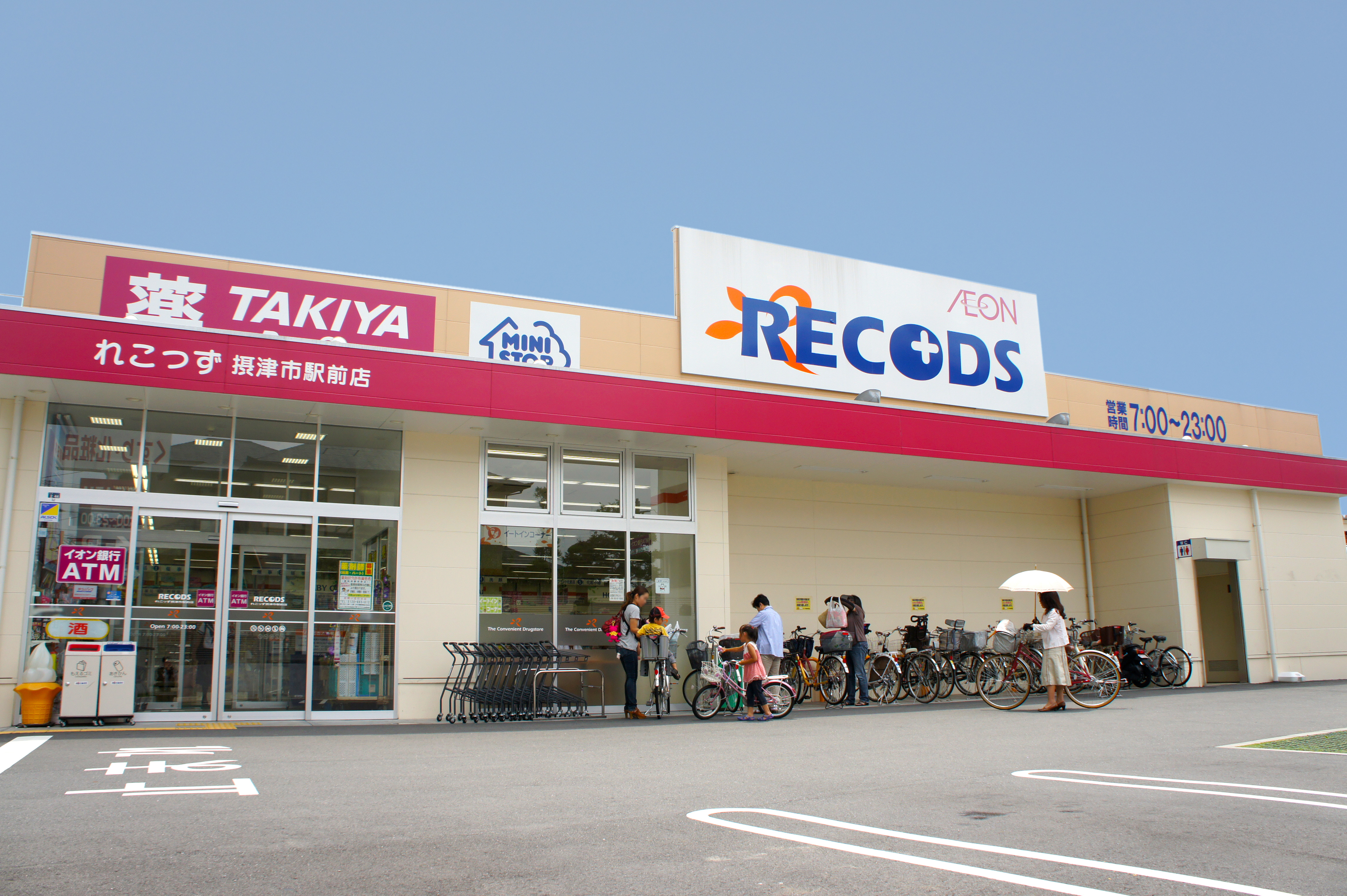
れこっず摂津市駅前店（大阪府摂津市）
ドラッグストアとの複合店。
※「TAKIYA」への業態転換を経て、現在はウエルシア摂津市駅前店となっている

2009年の改正薬事法施行を受けて、イオンのドラッグストアグループハピコム加盟各社がドラッグストアとコンビニエンスストアの一体型店舗を展開していた（いずれも現存せず）
- グリーンシア・ミニストップサテライト - ハピコムの一員であるウエルシア薬局が運営するドラッグストア（薬局）との複合店。関東地区で2店舗展開していた（練馬豊玉店、日野万願寺店）。イオン銀行ATM設置。ファストフード商品の取り扱いはない。レジはウエルシアのものを採用しているため、開業当時は電子マネーによる決済が不可だった。ミニストップから供給を受けている弁当・雑誌類など一部商品を除き、Tポイントの付与が可能。展開されていた2店舗はいずれも後にドラッグストア（ウエルシア）へ業態転換された。
- タキヤ・ミニストップサテライト - ハピコムの一員であるタキヤ（現・ウエルシア薬局）が運営するドラッグストアとの複合店。関西地区で展開しており、営業時間は16時間であった。イオン銀行ATM設置。ファストフード商品の取り扱いはない。後述する「れこっず」への屋号変更により、現在は展開されていない。
- れこっず - ハピコムの一員であるCFSコーポレーション・タキヤ（現在は2社ともにウエルシア薬局へ統合）とミニストップが共同出資した株式会社れこっずにより運営されているドラッグストアとの複合店。イオン銀行ATM設置。2014年9月1日付でれこっずはミニストップへ吸収合併されたが、関東地区の一部店舗はミニストップの運営に移行の上で営業が続けられていたが、2019年に通常のコンビニに転換された。関西地区でも展開されていたが、閉店またはドラッグストアへ業態転換された。

#### イオンモール
展開エリア内に位置する一部のイオンモールでは、従業員の福利厚生を目的として企業内店舗としてミニストップが出店しているケースがある。モール内の従業員と関係者しか利用できない区画にあるため、公式サイトの店舗検索からも外されている。イオンレイクタウン店やイオンモール幕張店のように一般客も利用できる店舗もある。
イオンモールの店舗によっては、従業員・関係者専用区画内に他社のコンビニが出店することもあるが、ミニストップはイオングループで、ミニストップが展開されていない地域に主に出店されている。

#### ソフトバンク Wi-fi スポット
2010年07月01日、ミニストップは、ソフトバンクモバイルと提携、公衆無線LANサービス「ソフトバンク Wi-Fi （ワイファイ）スポット」を導入、順次全国へ拡大する、と発表した。

### 海外店舗

#### ベトナム
2023年現在、日本国外では唯一ベトナムにおいてミニストップが展開されている。2011年12月にベトナム現地企業G7サービス&トレーディングとの合弁により参入したが、2015年に合弁を解消、現地コンサルティング企業が出資するミニストップベトナムに承継し、双日とミニストップが合わせて25%出資している。

#### 韓国
海外店舗のうち、過半数は韓国の店舗であり、日本の店舗数よりも多い（ファミリーマートが韓国から撤退して以降は、唯一の日系コンビニだった）。2018年に入り、韓国市場における競争激化により（韓国内における市場シェアは5位）、韓国ミニストップの大株主であり、株式の76%を保有するイオングループが株式売却に向けた手続きを進めており、予備入札に韓国でセブンイレブン（コリアセブン）を運営するロッテグループ、イーマート24を運営する新世界グループが参加したことが伝えられている。ミニストップとしての営業を続けたいイオン側と、自社にブランド転換したいロッテ、新世界側との溝が埋まらず、イオンは売却を断念した。
イオンは2021年に再度韓国ミニストップを売却する意向を示し、2021年12月に行われた売却手続きでは前回の入札でも参加したロッテと新世界に加え、ネプストンホールディングスコンソーシアムの3社が入札に参加して、ロッテが最終優先交渉の対象者になったことが2022年1月に報じられた。
2022年1月21日、子会社の韓国ミニストップをロッテに売却して、同国から撤退することを正式発表。同年3月29日に売却手続きが完了した。売却額は3120億ウォン（約310億円）だった。

#### その他
かつてはカザフスタンにも進出していたが、現地の合弁相手がコンビニから撤退する意向を固めたため、2014年6月に撤退を発表している。
2016年6月17日、カザフスタンと同様に現地の合弁相手側の都合により、インドネシアのミニストップFC契約終了をした。
2022年1月21日、ミニストップが持分法適用会社としていたフィリピンのロビンソンズ・コンビニエンス・ストアーズ・インクの全保有株式を合弁相手に売却し、同国から撤退することを発表した。

## 店舗従業員の制服
2006年に6代目のユニフォームに変更した。特徴は次の通りである。
- ユニフォームおよびキャップの素材はポリエステル100 %。再生ポリエステル55 %含有。
- 襟をスタンドカラーとした。
- 帽子をベースボールキャップ（野球帽）型とした。

2012年6月から、順次7代目のユニフォームに変更されている。特徴は次の通りである。
- ユニフォームの素材はポリエステル90 %、綿10 %。
- キャップの素材はポリエステル100 %のメッシュタイプ。
- 通気性を高めて、従来より軽量化されている。
- カラーはコーポレートカラーを配色。

## ファストフードメニュー
新商品は原則火曜日に発売される。
コーヒー

### ホットスナック
- 販売中のチキン
- 販売中のポテト
- 販売中の中華まん
- 販売中のフランクフルト,串
- 販売中の揚げ物

その他
- 東北地方太平洋沖地震（東日本大震災）発生後の食材の供給不足などから、特定の期間、地域限定の臨時メニューが発売されていた（例:青森県内での「ピザ」など。）。

### コールドメニュー

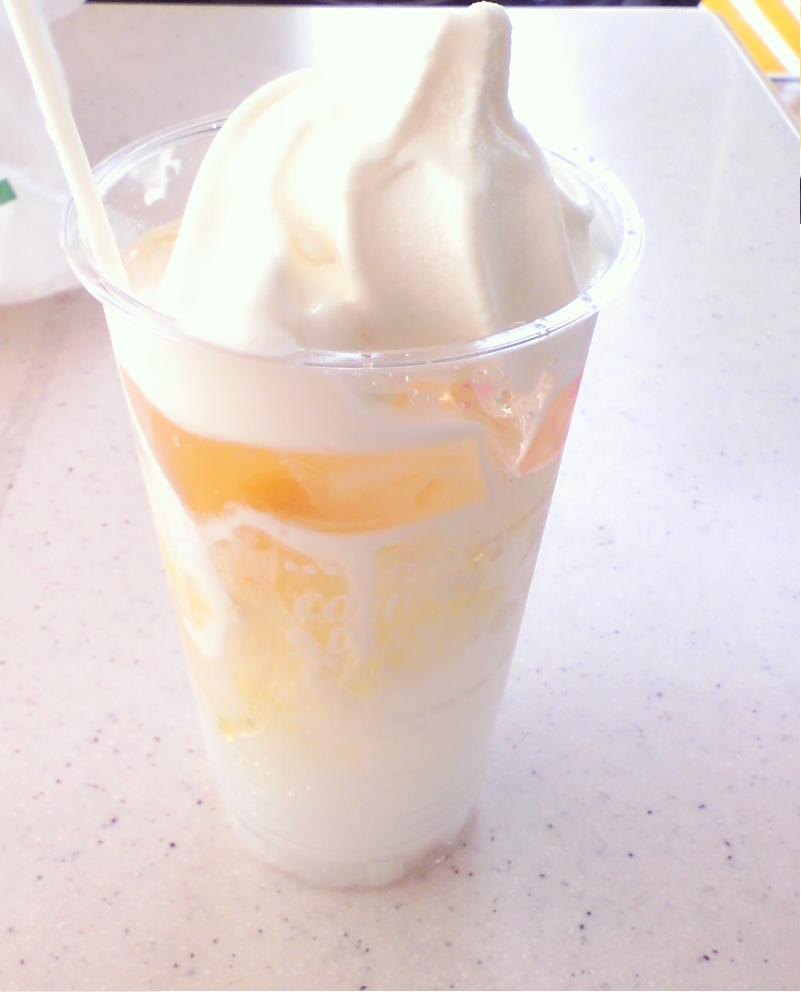
ハロハロ

- ソフトクリーム（コーン/カップ）
  - バニラ
    - 通年

  - ベルギーチョコ・ベルギーチョコミックス
    - 毎年秋季限定

販売中の商品
- パフェ

販売中の商品
夏季限定メニュー
- ハロハロ
  - ハロハロヒストリー

その他
ソフトクリーム商品の開発には、ソフトクリームのガリバー総合メーカーである、日世（本社：大阪府茨木市）が、発売当初より深く参画しており、メニュー開発・ソフトクリーム製造フリーザー・オリジナル原料ミックス・盛付コーンまでトータル的にプロデュースをおこなっており、同社の主力ユーザーとなっている。

### 過去のメニュー
- ハンバーガー系（1990年代）
  - スタミナからあげバーガー
  - 海老カツバーガー
  - パストラミバーガー
  - テリヤキバーガー
  - テリヤキチキンバーガー
  - XO醤バーガー
  - 黒豚とんかつバーガー
  - チキントマトバーガー
  - DXレタスバーガー
- お好みくうべぇ（お好み焼き風の今川焼き）
  - 北海道風コーン&サーモン入り 北海道風
  - 大阪風大きなタコ入り 大阪風
  - 関西風イカ入りそば玉
  - 韓国風チヂミ
- かりかりまん（冬季、中華まんの中村屋と共同開発）
  - かりかりドーナツ
- サンド系
  - パストラミサンド（創設当初）
  - ピタサンド
  - イタリアンサンド
- もっちりパニーニ
  - 4種のチーズピザ（ - 2009年2月）
  - 紅ずわい蟹クリーム（ - 2009年2月）
- G-DOG
- 焼き鳥

コールドデザートの歴史
- ソフトクリーム過去販売のフレーバー一覧
- パフェ
  - いちごミルフィーユパフェ（ - 2009年5月）
  - イタリア栗モンブランパフェ（ - 2009年3月）
  - 白玉クリームあんみつパフェ（ - 2009年2月）
- フロフロ
  - エスプレッソ（ - 2009年5月）

## キャッチコピー
- 「コンビニ行って、ピザ食べて〜」（1989年頃）
- 「しゃべれる、たべれる、コンビニエンス、ミニストップ」（1992年から店内有線放送で時報代わりに使われていた。）
- 「ちょっと違うね! ミニストップ」（1世代前）
- 「ちょっとストップ! ミニストップ」
- 「明るい。元気。ふれあい。ミニストップ」（現在）

## その他
- 千葉商科大学サービス創造学部の公式サポーター企業

### 事件・騒動
- 2013年7月25日、向日寺戸町店（京都府向日市）で、従業員のレジ接客中に男性とみられる客がアイスクリームの販売ケース内に侵入した様子を撮影した画像がインターネットに掲載されている事案が発覚[54]。画像は7月23日にツイッターに投稿されたものであり、発覚後ミニストップは同店の当該販売ケース入替および商品の処分した上で、向日町署に被害を届け出た[55]。
- 2024年9月、ミニストップの店舗において、外国人によるたばこの窃盗事件があったことを受けて、22時から翌朝7時までは外国人に対して、たばこの販売は行わない旨の不適切な貼り紙が掲示されていたことが判明した。ミニストップは「外国人を一律とした販売拒否は人権の観点から問題がある」として、該当店舗に対して、適切な指導並びに貼り紙の撤去を指示すると同時に「不快な思いをされたお客さまや関係者の皆さまに対し、心よりお詫び申し上げます」との謝罪文を公式サイトに掲載した[56][57][58]。
- 2025年6月下旬、店内加工のおにぎりに消費期限の問題があり、調査を進めた結果、東京や大阪など7都府県にある23店で店内調理した惣菜の消費期限に偽装があったことが判明した。全店で8月9日より店内加工のおにぎりと弁当の製造を中止し、18日からは唐揚げやフランクフルトなど店内調理の惣菜の販売も中止した[59][60]。